# Asociación Cubana de Bibliotecarios
La actual Asociación Cubana de Bibliotecarios (ASCUBI) se constituye en (Ciudad de La Habana, el 27 de diciembre de 1985), respaldada bajo la Ley n.º 54 del 27-12-1985, como una entidad jurídica, representativa de los bibliotecarios de Cuba.  Organización voluntaria de bibliotecarios activos, jubilados, estudiantes y profesores de Bibliotecología y Ciencias de la Información y de las escuelas de nivel medio de la especialidad, así como personal no-bibliotecario que laboren en bibliotecas, interesados en alcanzar los objetivos del desarrollo de la actividad bibliotecaria y bibliográfica y su aplicación práctica en el país.
Tiene como finalidad contribuir al enriquecimiento y avance de la cultura, la lectura y el incremento de la conciencia nacional sobre el papel de las bibliotecas como elementos fundamentales para el desarrollo de la persona, la comunidad y por ende del pueblo en general.
Es una organización no gubernamental de índole sociocultural, tiene carácter nacional y puede constituir filiales en todas las provincias del país y en el Municipio Especial Isla de la Juventud. 

## Antecedentes
La Asociación Cubana de Bibliotecarios surge en un periodo de la historia cubana rico en la formación y desarrollo de Asociaciones Bibliotecarias, la década del 30. Podemos mencionar entre ellas al Lyceum Lawn Tennis Club, la Asociación Bibliotecaria Cubana, la Federación Nacional de Bibliotecas Públicas y la Asociación de Amigos de la Biblioteca Nacional entre otras. 
En el año 1948 se crea la organización que agrupa a todos los bibliotecarios del país, en una reunión celebrada en los salones del Lyceum Lawn Tennis Club - la Dra. María Teresa Freyre de Andrade hace la propuesta de crear la Asociación Cubana de Bibliotecarios, en honor de Marieta Daniels, de la Biblioteca del Congreso de Washington. 
En este mismo marco se designó al Dr. Jorge Aguayo para nombrar cinco personas que integrarían la comisión encargada de elaborar los estatutos de lo que sería la futura organización. 
En junio del propio año quedó conformado un Comité Gestor o Junta Profesional integrada por reconocidos bibliotecarios de la época, hasta constituirse oficialmente. 
La Asociación radicó en la Sociedad Económica de Amigos del País y presentó una serie de proyectos para beneficiar a las bibliotecas y los bibliotecarios. Durante los 11 años se desarrolló gran cantidad de actividades para el desarrollo profesional de los bibliotecarios, editó un boletín con frecuencia trimestral e instituyó un Premio Anual el cual otorgaban a personalidades relevantes que difundieran la cultura y todo lo relacionado con el quehacer bibliotecario.

## Década de los 80
Las destacadas profesionales Olinta Ariosa, Martha Terry, Miriam Bendamio, Miriam Martínez y otros, que habían asistido a los Congresos de IFLA (Federación Internacional de Asociaciones Bibliotecarias y Bibliotecas) fomentan entre el gremio bibliotecario la necesidad de la creación de una Asociación. En 1984 se crea la Comisión Gestora y se comienza a confeccionar la documentación necesaria para crear la misma. 
El 31 de marzo de 1986, Día del Libro Cubano, se da a conocer públicamente la creación de la Asociación Cubana de Bibliotecarios, en su instancia nacional. La misma se constituye de acuerdo con lo establecido por la Ley n.º 54 del 27 de diciembre de 1985, es una entidad jurídica, representativa de los bibliotecarios de todo el país y se identifica por las siglas de ASCUBI.

## Primeras filiales
Las primeras Filiales en constituirse fueron las de las provincias de Pinar del Río, La Habana, Villa Clara y Cienfuegos, en estos momentos posee filiales en todas las provincias del país. 
Año 1999 fundación del Consejo Nacional integrado por el Buró Ejecutivo Nacional y los Presidentes de cada Filial Provincial

## Miembros y filiales
Posee alrededor de 3163 miembros y tiene filiales en todas las provincias del país.
Directiva en el momento de su creación:
Presidenta: Dra. Olinta Ariosa Morales; Vicepresidenta primera: Dra. Martha Terry González; Vicepresidentas: Lic. Miriam Martínez y Lic. Adelina López Llerandi; Secretaria de Organización: Dra. Blanca Mercedes Mesa; Vices: Dra. Marina Atía, Dra. Juana María Mesa; Secretaria de Finanzas: Dra. Yolanda Arencibia; Vices: Lic. Sarah Escobar, Lic. Isabel Vega; Secretaria de Prensa y Divulgación: Lic. Juana Calzado; Vices: Lic. Alba Rosa Herrera, Dra. Elena Giradles; Secretaria de Relaciones Internacionales: Lic. Elisa Masiquez, Dra. Geisha Borroto y Lic. Daisy del Valle; Secretaria de Docencia-Investigación: Lic. María Caridad Cuza, Lic. Hilda Sosa y Lic. Emilio Setién Quesada
Directiva actual:
Presidenta: Margarita Bellas Vilariño; Vicepresidente: Miguel Viciedo Valdés; Vicepresidenta: Marta Wong Curbelo; Vicepresidenta: Felicia Pérez Moya; Secretaría trabajo profesional: Emilio Setién Quesada; Secretaría asuntos jurídicos: Noris Somano García; Secretaría Organización: Sara Moreno Rodríguez

## Distinciones y premios
Estos premios se otorgan a bibliotecarios, miembros de la Asociación Cubana de Bibliotecarios (ASCUBI) o de la Sociedad Cubana de Ciencias de la Información (SOCIT), que en su quehacer se destaquen por la adhesión a los principios éticos de ambas asociaciones y por su contribución relevante en cada una de las categorías de cada premio. 
- Premio “María Teresa Freyre de Andrade” para los bibliotecarios públicos.
- Premio “Carlos Manuel Trelles y Covin” para los bibliógrafos.
- Premio “Domingo Figarola-Caneda” para los que trabajan en bibliotecas especializadas.
- Premio “Olinta Ariosa Morales” para los bibliotecarios escolares.
- Premio “María Villar Buceta” para los bibliotecarios que se destacan en la docencia de la profesión.
- Premio “José Antonio Ramos” para los bibliotecarios investigadores.
- Premio “Gilberto Sotolongo” para los bibliotecarios que trabajan en bibliotecas académicas y científicas.
- 2007 Premio al Bibliotecario Joven se realiza la primera entrega del premio que había sido aprobado debido a un reclamo del Consejo Nacional.